# 徳竹未夏
徳竹 未夏（とくたけ みか、1982年5月27日 - ）は、日本の俳優。映像劇団テンアンツ所属。

## 略歴・人物
2003年、大学時代に、舞台演劇と出会い役者を目指す。
パフォーマンス集団に入団し、ジャグリング、曲芸等のパフォーマー 経験を積む。
2011年、上記団体所属時に、上西雄大氏（映画「ひとくず」、「ねばぎば新世界」「西成ゴローの四億円」監督・脚本・主演）に出会う。
2012年、上西氏の“10ANTS”創立時から共に活動する 。
10ANTSでは舞台・映画共に毎回、主役・メインキャストとして出演し、幸薄女から 男勝りな役柄、三枚目等を演じている。

## 特技
曲芸（ジャグリング・ローラーボウラ・傘廻し・ハンドバランス）、武術（居合斬り・少林寺拳法・薙刀・吹き矢・テコンドー・ボクシング・キックボクシング）
イラスト、普通自動車免許・大型二輪免許

## 出演

### 映画
- うさぎのおやこ 主演 来栖梨加役（2024年）[1]
- 宮古島物語ふたたヴィラ（2023年）[2]
- ヌーのコインロッカーは使用禁止（2022年）
- 西成ゴローの四億円（2021年） - 八神松子 役
  - 西成ゴローの四億円 死闘篇（2022年）
- ねばぎば新世界木村小百合役（2021年）
- ひとくず金田佳代役（2020年）
- 決算！忠臣蔵中村勘助の妻役（2019年）
- 恋する 松山清美役（2018年）
- 関ヶ原侍女役（2017年）
- 姉妹主演 三原 曜子役（2016年）
- デスノート Light up the NEW world（2016年）
- ごはん（2017年）
- 10匹の蟻（2016年）
- 駆込み女と駆出し男夜叉姫役（2015年）
- 太秦ライムライトレポーター役（2014年）

### テレビドラマ
- 立花登青春手控え3第四回（前原康貴監督）中居役（2018.12 NHK-BS）
- 遺留捜査4話（濱龍也監督）女性警官役（2018.8.2 EX）
- 欠点だらけの刑事（2018.2.4 EX）
- 電卓刑事（2017.12 EX）
- 名奉行!遠山の金四郎（2017.9 TBS）
- 大江戸事件帖 美味でそうろう2町医者助手役（2017 BS朝日）
- 遺留捜査4話 家政婦役（2017.8.3 EX）
- 土曜ワイド劇場 「西村京太郎トラベルミステリー67　箱根紅葉・登山鉄道の殺意」（2017.4.8 EX）
- トリハダ（秘）スクープ映像100科ジテン（2017.1.5 EX）
- お笑いワイドショー マルコポロリ! ダンプ松本の先輩レスラー役（2015 KTV）
- ちゃちゃ入れマンデー （2015 KTV）
- 阪神・淡路大震災20年「命」 （2015 KTV）
- 阪神淡路大震災20年 生死を分けたドキュメントが語る！ 池上彰の生きるための選択 （2015 TBS）
- びったれ!!! 第1話　裁判所書記官役（2014 テレビ神奈川）
- 全盲の僕が弁護士になった理由 （2014 TBS）弁護士役
- ハピくるっ!挿入ドラマ（2014 KTV）
- 歴史秘話ヒストリアNHK 新島八重 役
- ごちそうさんNHK

### CM
- 大幸薬品 クレベリン・アポなし編

### DVD
- あらびき団　リバイバル公演　初回限定BOX
- あらびき団　リバイバル公演 レフト藤井セレクション厳選50組

### 舞台
- 「コオロギからの手紙」永吉小百合役（2021.6.27-7.4）小劇場B1
- 「コオロギからの手紙」永吉小百合役（2021.3.25-29）「劇」小劇場
- 「板の上の二人と三人そして一人」天使 桃子役（2020.8.28-9.1）「劇」小劇場
- 「板の上の二人と三人そして一人」天使 桃子役（2020.5.22-26）駅前劇場
- 「コオロギからの手紙」永吉小百合役（2019.4.19-22）アイホール
- 「ヌーのコインロッカーは使用禁止」那須叶・挿野華役 (2018.4.13-16)アイホール
- 「もぐらのむすめ」ガメ子役（2017.4.13-17）アイホール
- 「板の上の二人と三人そしてひとり」（2016）アイホール
- 「曼珠沙華」 （2015）谷町劇場
- 「コオロギからの手紙」（2015 WoodyTheatre　中目黒）
- 「コオロギからの手紙　アナザーエンディング」（2015 池田市民文化会館）
- 「コオロギからの手紙」（2014 リバティおおさか）（主演）
- 「コックコート」「婚活トンカツ」
- 「カッパのお皿」
- 「お父さんのピアノセレナーデ」
- 「ある戦闘員の愛の詩」「婚活トンカツ DX」
- 「アマゾン（タカケンVol.1）」
- 「藤 美音子と琉坂 三郎」
- 「板の上の三人」「運転手の女　乗客の女」
- 「コオロギからの手紙」「もぐらのむすめ」
- 「運転手の女　乗客の女」（再演）
- 「獅童丸」
- 「空き缶格闘家宮地統Vol.1　最高少年」
- 「板の上の二人」「三途の鬼」
- 「板の上の二人と三人そしてひとり」
- 「寿（ひとし）と三人の英霊」
- 「板の上の二人と三人そしてひとり」（2014.2 道頓堀ZAZA）
- 「くノ一忍者ショー」、「忍者実演ショー」、「舞踊ショー」「曲芸パフォーマー」など
- 「ヌーのコインロッカーは使用禁止」那須叶・挿野華役 (2018.4.13-16)アイホール
- 「もぐらのむすめ」ガメ子役（2017.4.13-17）アイホール
- 「板の上の二人と三人そしてひとり」（2016）アイホール
- 「曼珠沙華」 （2015）谷町劇場
- 「コオロギからの手紙」（2015 WoodyTheatre　中目黒）
- 「コオロギからの手紙　アナザーエンディング」（2015 池田市民文化会館）
- 「コオロギからの手紙」（2014 リバティおおさか）（主演）
- 「コックコート」「婚活トンカツ」
- 「カッパのお皿」
- 「お父さんのピアノセレナーデ」
- 「ある戦闘員の愛の詩」「婚活トンカツ DX」
- 「アマゾン（タカケンVol.1）」
- 「藤 美音子と琉坂 三郎」
- 「板の上の三人」「運転手の女　乗客の女」
- 「コオロギからの手紙」「もぐらのむすめ」
- 「運転手の女　乗客の女」（再演）
- 「獅童丸」
- 「空き缶格闘家宮地統Vol.1　最高少年」
- 「板の上の二人」「三途の鬼」
- 「板の上の二人と三人そしてひとり」
- 「寿（ひとし）と三人の英霊」
- 「板の上の二人と三人そしてひとり」（2014.2 道頓堀ZAZA）
- 「くノ一忍者ショー」、「忍者実演ショー」、「舞踊ショー」「曲芸パフォーマー」など

### PV
- 「パンキッシュ」NMB48

### 雑誌
- Meets regional（京阪神エルマガジン社）

## 受賞歴
- ミラノ国際映画祭（Milan IFF2023) - 外国語長編映画主演女優賞『うさぎのおやこ』
- 第7回マドリード国際映画祭(2019) - 助演女優賞W受賞『ひとくず』[3]